# Карневал у Беншу
Карневал у Беншу један од најстаријих карневала у Белгији. Одржава се сваке године у граду Беншу, обично у фебруару, у недељу, понедељак и уторак који претходе Чистој среди. Због своје оригиналности и дуге традиције, Унеско је 2003. овај фестивал означио као ремек дело нематеријалног културног наслеђа човечанства.

## О карневалу
Иако тачно порекло Карневала није познато, први писани запис о прослави датира из 14. века.
Према традицији, карневал може водити порекло од параде коју је Марија од Угарске организовала за свог брата Карла V, 1549. године. Она је живела у замку у центру града. Током те оригиналне параде, људи су вероватно носили живописне костиме који ће касније постати порекло модерне одеће Жила (Gille).
Припреме за карневал почињу до седам недеља пре главне прославе. Организују се пробе и обуке како би били сигурни да су бубњари и музичари спремни. Улични перформанси, које традиционално почињу у недељу која претходи Чистој или Пепељавој среди, састоје се од музичких концерата, плеса и маршева. Већина становника Бинша ту недељу проводи у костимима.
Више од хиљаду становника Бинша облачи се у једног од четири лика укључена у фестивал: Сељак, Харлекин, Пјеро и Жил.
У недељу 13 друштава учествује на карневалској паради. Прате их бубњеви док показују костиме на којима су радили месецима, ако не и годинама. У понедељак, на градском тргу одвија се битка конфетама између локалне деце. После те битке живописно костимирана деца плешу, а дан се завршава ватрометом.
Главни део карневалске процесије су извођачи познати као Жил. Они се појављују у уторак, обучени у спектакуларне костиме, украшене црвеним, црним и жутим симболима лавова, круна и звезда. На својим костимима носе причвршћена звона, носе воштане маске и дрвену обућу. Сваки мушкарац из Бинша може постати Жил без обзира на своју старост. 
Од зоре последњег карневалског дана, Жилови се појављује у центру Бинша, плешу уз звук бубњева и штаповима терају зле силе.
Касније током дана носе велике шешире украшене нојевим перјем, који могу коштати више од 300 америчких долара за изнајмљивање, и марширају градом са корпама са поморанџама. Ове поморанџе бацају на људе окупљене да гледају поворку. Хватање поморанџе доноси срећу, а одбијање или враћање сматра се тешком увредом.
Бацања поморанџе у прошлости су проузроковали штету на имовини, па неки становници одлучују да затворе прозоре како би то спречили.